# Geschöpflichkeit
Unter der Geschöpflichkeit des Menschen versteht man nach dem christlichen Glauben, dass der Mensch von Gott erschaffen wurde. Diese Erschaffung geschah als „Ebenbild Gottes“.

## Traditionelle Deutungen der Geschöpflichkeit des Menschen
In der antiken und mittelalterlichen Theologie wurde ausgehend von diesen und angrenzenden Bibelstellen über die Rolle des Menschen in der Schöpfung nachgedacht (Krone der Schöpfung).

## Moderne Deutungen der Geschöpflichkeit
Modernere Theologen betonen, dass nach dem 1. Buch Mose nicht nur der Mensch, sondern der ganze Kosmos (also auch Tiere, Pflanzen, scheinbar unbelebte Natur usw.) von Gott geschaffen sind.  Anstelle der Herrschaft des Menschen über die Welt (immer wieder als Recht zur Ausbeutung der Erde missverstanden), wird die Verantwortung des Menschen für die Bewahrung der Schöpfung (ebenfalls nach 1. Buch Mose) betont. Der Mensch wird als eines von vielen Teilen der Schöpfung und als deren Hüter betrachtet.